# 留守宅の事件
『留守宅の事件』（るすたくのじけん）は、松本清張の短編小説。『小説現代』1971年5月号に掲載され、1976年4月に短編集『証明』収録の1作として、文春文庫から刊行された。1972年、読者投票により第3回小説現代読者賞に選出されている。
1996年・2013年にテレビドラマ化されている。

## あらすじ
東京足立区・西新井の栗山敏夫宅の物置で、栗山の妻・宗子の死体が発見された。萩野光治は栗山の友人であったが、宗子に好意を持っていた。栗山の留守中に宗子のもとを訪れていたことが露見し、萩野は殺人の容疑者として逮捕される。
他方、捜査主任の石子警部補は、萩野が宗子を犯さなかった点、栗山の素行に問題があった点から、真犯人は栗山だと考える。しかし、自動車セールスマンの栗山は仕事で東北各地を廻っており、その合間を縫って東京の宗子を殺すことは、まったく不可能であるように思われた…。

## エピソード
- 発表当時『小説現代』の編集長を務めていた大村彦次郎は、本作が小説現代読者賞に選出された際の清張の反応を「文壇の権威がきめるお墨付きのような文学賞に、つね日頃、反撥していた清張さんは、読者賞ほど公平無私な評価はないから、こんなうれしいご褒美はない、といって率直に喜んでくれた」と記している[1]。

## テレビドラマ

### 1996年版
「松本清張スペシャル・留守宅の事件」。1996年1月9日、日本テレビ系列の「火曜サスペンス劇場」枠（21:03-22:54）にて放映。サブタイトルは「禁断の愛の一線を越えた従兄妹同志が落ちたアリ地獄」。視聴率16.8％（ビデオリサーチ調べ、関東地区）。
原作と異なり、宗子は萩野の従兄妹の設定となっているが、これは二時間ドラマとして原作のアリバイ崩しに追加する人間ドラマの部分について、脚本の大野靖子から霧企画に「オリジナルで作ってもよいのだけれど、清張先生の作品を勝手にいじくりまわすより、先生の原作の中から『留守宅の事件』と組み合わせられるような短編を捜してほしい」という話があり、霧企画の提案から短編『箱根心中』の設定が組み合わせられた経緯による。また本作品は監督・嶋村正敏の遺作となった。
キャスト
- 萩野 光治 - 古谷一行
- 萩野 芳子 - 余貴美子
- 栗山 敏夫 - 内藤剛志
- 栗山 宗子 - 洞口依子
- 高瀬 昌子 - 芳本美代子
- 石子（警部補） - 平泉成
- その他 - 加地凌馬、内田大介、岡崎公彦、小畑二郎、米沢牛、佐竹努、西塔亜利夫、白鳥英一、阿倍正明、大橋ミツ、但木秋寿、木村理沙

スタッフ
- 脚本 - 大野靖子
- 監督・プロデュース - 嶋村正敏（日テレ）
- 音楽 - 大谷和夫
- 撮影 - 小松原茂
- 照明 - 大野昇
- 美術 - 大橋豊一
- ビデオ編集・MA - 映広
- 現像・テレシネ - 東京現像所
- 音楽協力 - 日本テレビ音楽
- プロデュース - 佐光千尋（日テレ）、田中浩三（松竹）、林悦子（『霧』企画）
- 制作著作 - 松竹、『霧』企画

| 日本テレビ系列 火曜サスペンス劇場              | 日本テレビ系列 火曜サスペンス劇場            | 日本テレビ系列 火曜サスペンス劇場 |
| 前番組                                         | 番組名                                       | 次番組                            |
| ---------------------------------------------- | -------------------------------------------- | --------------------------------- |
| 年末特別スペシャル 深夜高速バス （1995.12.26） | 松本清張スペシャル 留守宅の事件 （1996.1.9） | 弁護士・朝日岳之助7 （1996.1.16） |

### 2013年版
「松本清張没後20年特別企画・留守宅の事件」。2013年4月24日、テレビ東京系列の「水曜ミステリー9」枠 (21:00-22:48) にて放映。
キャスト
石子 隆明 - 寺尾聰
警視庁捜査一課第三係の主任。
槙原 秀則 - 柄本佑
石子とコンビを組む刑事。
栗山 敏夫 - 野村宏伸
「サクラ電動機」営業部販売促進課で東北地区の担当係長。
高瀬 昌子 - 戸田菜穂
栗山恭子の妹で中学校の教師。
石子 静江 - 高橋惠子
石子の妻。
萩野 光治 - 堀部圭亮
栗山敏夫の親友。
林 晋一郎 - 宇崎竜童
警視庁捜査一課第三係の係長。
栗山 恭子 - 伊藤裕子
栗山敏夫の妻。
萩野 あさみ - 濱田万葉
萩野の妻。
田中 徳則 - 高橋和也
槙原の先輩。
藤本 健 - 高杉瑞穂
槙原の同僚。
田辺 奈々 - 黒川芽以
石子の娘。
高瀬 登 - 長谷川朝晴
高瀬昌子の夫。体育教師。
小島 - なだぎ武
冒頭部の犯人。｢小島製作所｣従業員。
小川 - 大島蓉子
栗山家の近所。
松下匡 - 水澤紳吾
栗山の直属部下。
高瀬一哉 - 田中悠太
高瀬昌子の息子。
その他 - 小川隆市、浜田大介、清田智彦、内田三香子、岩崎メリー、阿由葉朱凌、岩田龍門
スタッフ
- 脚本 - 坂上かつえ
- 監督 - 本木克英
- ロケ協力 - 那須フィルムコミッション、八王子フィルムコミッション、第一ホテル東京シーフォート、モノエディションクラッセ白金店 ほか
- アクション - アーバンアクターズ
- 技術協力 - IMAGICA
- 美術協力 - アイ・アール
- 照明協力 - 照太郎
- 音楽協力 - テレビ東京ミュージック
- 編集・MA - 松竹映像センター
- プロデュース - 瀧川治水（テレビ東京）、佐々木淳一（BSジャパン）、原克子（松竹）
- プロダクション協力 - 松竹撮影所東京スタジオ
- 製作 - テレビ東京、BSジャパン、松竹

| テレビ東京系列 水曜ミステリー9          | テレビ東京系列 水曜ミステリー9                      | テレビ東京系列 水曜ミステリー9    |
| 前番組                                  | 番組名                                              | 次番組                            |
| --------------------------------------- | --------------------------------------------------- | --------------------------------- |
| 刑事長 （原作：姉小路祐） （2013.4.10） | 松本清張没後20年特別企画 留守宅の事件 （2013.4.24） | 捜査検事・近松茂道13 （2013.5.1） |